# Hagenfjord
De Hagenfjord is een fjord in  het Nationaal park Noordoost-Groenland in het noordoosten van Groenland.
De fjord is vernoemd naar de Deense cartograaf Niels Peter Høeg Hagen (1877-1907).

## Geografie
De fjord is zuidwest-noordoost georiënteerd en heeft een lengte van meer dan 90 kilometer. Hij mondt in het noordoosten uit in de Independencefjord, die verder oostelijker uitmondt in de Wandelzee. 
In het zuidwesten van de fjord wordt hij gevoed door de Hagengletsjer.
Ten noordwesten van de fjord ligt het J.C. Christensenland en ten zuiden het Mylius-Erichsenland.